# شاه‌مرغ خاکستری
شاه‌مرغ خاکستری (نام علمی: Tyrannus dominicensis) نام یک گونه از سرده شاه‌مرغ است.

## نگارخانه

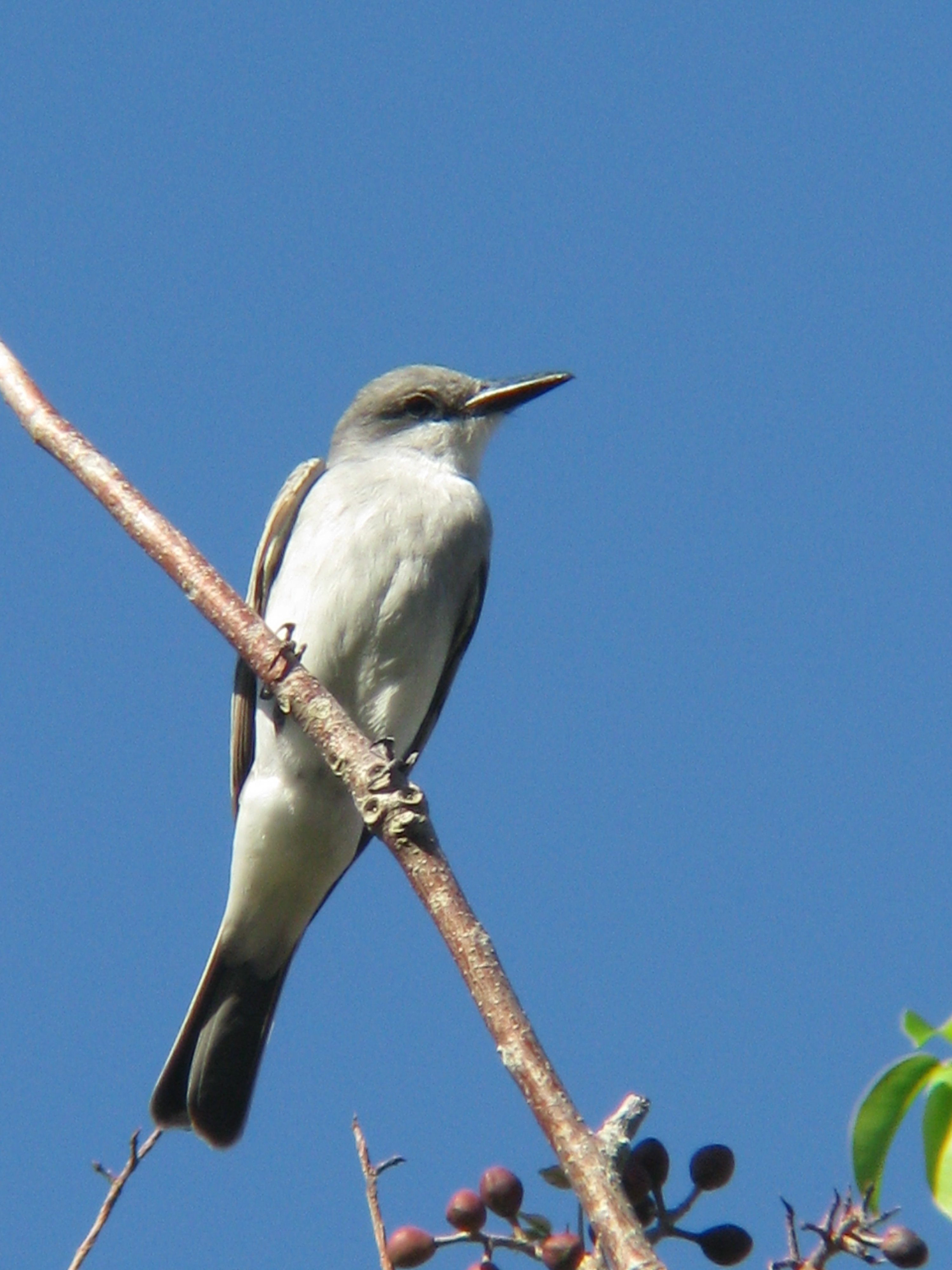